# George E. de Silva
Pour les articles homonymes, voir Silva.
George Edmund de Silva ((si) ජෝර්ජ් ඊ. ද සිල්වා)  (8 juin 1879 - 12 mars 1950) est un homme politique et avocat ceylanais. Il est ministre de l'Industrie, de la Recherche industrielle et des Pêches dans le Sri Lanka nouvellement indépendant (alors nommé Dominion de Ceylan de 1947 à 1948, ainsi que membre du Parlement et du Conseil d'État,.

## Biographie

### Premières années
Né à Matara dans le sud de l'île, son père est Weeradivakara Muhandieamage Cornelis de Silva, un médecin ayurvédique rural. Travaillant initialement comme reporter pour le Ceylon Independent, de Silva opère également un stand de légume pour survenir à ses besoins. Plus tard, il devient journaliste pour le The Times of Ceylon (en). Il étudie ensuite au Ceylon Law College (en) et devient proctor après avoir complété ses examens en 1907. Se déplaçant à Kandy, il ouvre un cabinet de pratique légale et de loi criminelle en tant que membre du Unofficial Bar (en). Opérant la firme De Silva & Karunaratne, deux de ses frères, Timothy et Gregory, deviennent également proctors,.

### Carrière politique
En 1915, de Silva et E. W. Perera transportent un mémorandum secret rédigé par James Peiris au secrétaire d'État aux Colonies demandant le retrait de la loi martiale et le blanchissement de la réputation de personnes faussement accusées à la suite des émeutes cinghalaises-musulmanes de 1915 (en),.

#### Conseil législatif et conseil municipal de Kandy
Élu membre non-officiel du Conseil législatif de Ceylan lors de l'élection de 1921, il est réélu en 1924 représentant de la zone rurale de la province du Centre. Il est également élu conseiller municipal de Kandy en 1930 et siège jusqu'en 1947. Durant son mandat municipal, il introduit plusieurs réformes incluant un programme d'élimination des bidonvilles et un projet de pompage de la rivière Peradeniya.

#### Conseil d'État et ministre de la Santé
À la suite de l'élection de 1931, il est élu représentant de Kandy au Conseil d'État de Ceylan. Réélu en 1936, il est nommé ministre de la Santé en 1942. À ce poste, il contribue à la création de 250 centres hospitaliers ruraux et entame une campagne de DDT afin de lutter contre la malaria. En 1943, il est élu président du Ceylon National Congress (en). En tant que parlementaire, il  fait campagne pour le retour du trône et de la couronne du royaume de Kandy qui se trouvaient alors Royaume-Uni. La campagne sera un succès et les joyaux retrouvés composaient maintenant la propriété du monarque de Ceylan (en). Il milite aussi avec succès pour l'arrêt de l'utilisation du complexe royal de Kandy (en) par le Government Agent (en) de Kandy et E. T. Dyson devient donc le dernier à résider dans le palais. En juin 1946, il est nommé juge de paix pour le district de Colombo par le gouverneur Henry Monck-Mason Moore au moment des Birthday Honours.

#### Parlementaire et ministre de l'Industrie
Avec l'accès à l'indépendance, de Silva demeure parlementaire et membre du Parti national uni. Il entre au cabinet du premier ministre D. S. Senanayake au poste de ministre de l'Industrie et des Pêches,. Il perd son poste après sa défaite lors d'une élection partielle déclenchée à la suite d'une pétition demandant un nouveau scrutin et initiée par son opposant T. B. Ilangaratne (en).

## Vie personnelle
En 1909 à l'église St. Paul's de Kandy, de Silva épouse la militante féministe Agnes Marion Nell malgré les réticences de la famille Nell et le refus du vicaire de célébrer le mariage. Le couple a deux filles et un fils, dont la journaliste Anil de Silva, l'architecte Minnette de Silva et l'homme politique et maire de Kandy Fredrick de Silva (en). Son petit-fils, Desmond de Silva (en) travaillera comme avocat en droit international pour les Nations Unies.
La résidence des de Silva à Kandy est visitée par de nombreuses célébrités durant l'âge d'or d'Hollywood, dont Vivien Leigh, Peter Finch, Laurence Olivier, David Lean, William Holden, Gregory Peck, Alec Guinness, Mahatma Gandhi en Indira Gandhi.
De Silva meurt alors qu'il joue au golf sur le site de Peradeniya après avoir subi un accident vasculaire-cérébral suivi de deux défaillances cardiaques en mars 1950.